# Copa Mundial de Padbol
La Copa Mundial de Padbol es el torneo de padbol más importante del mundo.
Su primera edición fue en 2013 en La Plata, Argentina y tuvo como campeones a la pareja española Ocaña y Palacios. En 2014 fue la segunda edición en La Nucía, España y los locales retuvieron el título con la pareja Ramón y Hernández. En 2016 se disputó la tercera edición en Punta del Este, Uruguay, donde España ganó nuevamente con Ramón, Hernández y Barceló tras un 6-3, 4-6, 6-3 a la dupla argentina Maidana y Labayen. Por primera vez se compitió en la modalidad femenina, donde se coronó Rumania con Gherghel y Chiar ante Flores y Rodríguez por un 4-6, 6-2, 6-1. En 2023 se realizó la cuarta edición en Santos, Brasil, donde compitieron 18 países de cuatro continentes. El campeón fue Rumania al ganarle la final en tres sets a Uruguay.

## Historia

### La primera Copa
El primer mundial de Padbol se disputó en marzo de 2013 en La Plata, Argentina. Contó con 16 parejas provenientes de Argentina, España, Uruguay e Italia.
El torneo constó de cuatro grupos de cuatro parejas, de las cuales clasificaron las dos mejores a los cuartos de final. A las semifinales pasaron todas parejas españolas, y en la final se consagraron Ocaña y Palacios tras vencer por un doble 6-1 a Saiz y Rodríguez.

### Confirmación española
El segundo mundial se desarrolló en noviembre de 2014 en La Nucía, España. Hubo 15 parejas distribuidas entre España, Italia, Argentina, Uruguay, Portugal, Suecia y México. 
Divididos en tres grupos de cinco parejas, clasificaron a los cuartos las dos mejores de cada grupo más las dos mejores terceras. España nuevamente obtuvo el podio completo, y Ocaña/Palacios no pudieron retener el título, ya que perdieron la final por 4-6 y 5-7 ante Ramón/Hernández.

### Retención española y debut del femenino
Del 21 al 24 de noviembre de 2016 se llevó a cabo el tercer mundial en el Campus de Maldonado en Punta del Este, Uruguay. 16 parejas provenientes de Argentina, Brasil, España, Francia, México, Panamá Rumania, Suiza y Uruguay se distribuyeron en cuatro grupos donde accedieron a los cuartos de final las dos mejores de cada uno. La final la ganó el equipo español con Juanal Ramón, Juanmi Hernández y Migue Barceló tras un durísimo 6-3, 4-6, 6-3 ante los argentinos Gonza Maidana y Tomi Labayen.
Por primera vez se disputó el torneo en la modalidad femenina, que contó con parejas de Argentina, España, Panamá, Rumania y Uruguay. Anemaria Gherghel y Flory Chiar de Rumania fueron las campeonas ante las españolas Flores/Rodríguez, por un 4-6, 6-2, 6-1.

### Nueva hegemonía
En 2023 Rumania se coronó campeón cortando así el invicto que tenía España. La final fue contra Uruguay y el resultado se definió en 3 sets, obteniendo 8 victorias en 8 encuentros.

## Resultados

### Campeonato masculino
Esta tabla muestra los principales resultados de la fase final de cada Copa Mundial de Padbol en la modalidad masculino.
| Año          | Sede           |                         | Campeón     | Final Resultado | Subcampeón      |                   | Tercer lugar    | Resultado        | Cuarto lugar |
| 2013 Detalle | La Plata       | Ocaña/Palacios          | 6-1 6-1     | Saiz/Rodríguez  | Bernabé/Macia   | n.r.              | Melgarejo/Prado |                  |              |
| 2014 Detalle | La Nucía       | Ramón/Hernández         | 6-4 7-5     | Ocaña/Palacios  | Barceló/Suau    | 6-3 6-1           | Aguirre/Aracil  |                  |              |
| 2016 Detalle | Punta del Este | Ramón/Hernández/Barceló | 6-3 4-6 6-3 | Maidana/Labayen | Narbaitz/Vaioli | 6-4 7-5           | Rodríguez/Muñoz |                  |              |
| 2023 Detalle | Santos         | Surugiu/Popescu         | 5-7 6-3 6-2 | Bueno/Sanromán  |                 | Henriques/Marques | 6-4 6-4         | Santiago/Asensio |              |

#### Palmarés
La lista a continuación muestra a los países que han estado entre los cuatro mejores de alguna edición del torneo en la modalidad masculina.
| País      | Campeón              | Subcampeón     | Tercer puesto  | Cuarto puesto       |
| --------- | -------------------- | -------------- | -------------- | ------------------- |
| España    | 3 (2013, 2014, 2016) | 2 (2013, 2014) | 2 (2013, 2014) | 3 (2013, 2016,2023) |
| Rumania   | 1 (2023)             |                |                |                     |
| Argentina |                      | 1 (2016)       | 1 (2016)       | 1 (2014)            |
| Uruguay   |                      | 1 (2023)       |                |                     |
| Portugal  |                      |                | 1 (2023)       |                     |

### Campeonato femenino
Esta tabla muestra los principales resultados de la fase final de cada Copa Mundial de Padbol, en la modalidad femenina.
| Año          | Sede           |                | Campeón     | Final Resultado  | Subcampeón   |          | Tercer lugar       | Resultado | Cuarto lugar |
| 2016 Detalle | Punta del Este | Gherghel/Chiar | 4-6 6-2 6-1 | Flores/Rodríguez | Álvez/Villar | 6-0, 6-1 | Laxalde/Mengascini |           |              |

#### Palmarés
La lista a continuación muestra a los países que han estado entre los cuatro mejores de alguna edición del torneo en la modalidad femenina.
| País      | Campeón  | Subcampeón | Tercer puesto | Cuarto puesto |
| --------- | -------- | ---------- | ------------- | ------------- |
| Rumania   | 1 (2016) |            |               |               |
| España    |          | 1 (2016)   |               |               |
| Uruguay   |          |            | 1 (2016)      |               |
| Argentina |          |            |               | 1 (2016)      |

## Premios

### Mejor jugador
Este premio es una mención a aquel que se ha considerado como el mejor jugador del torneo

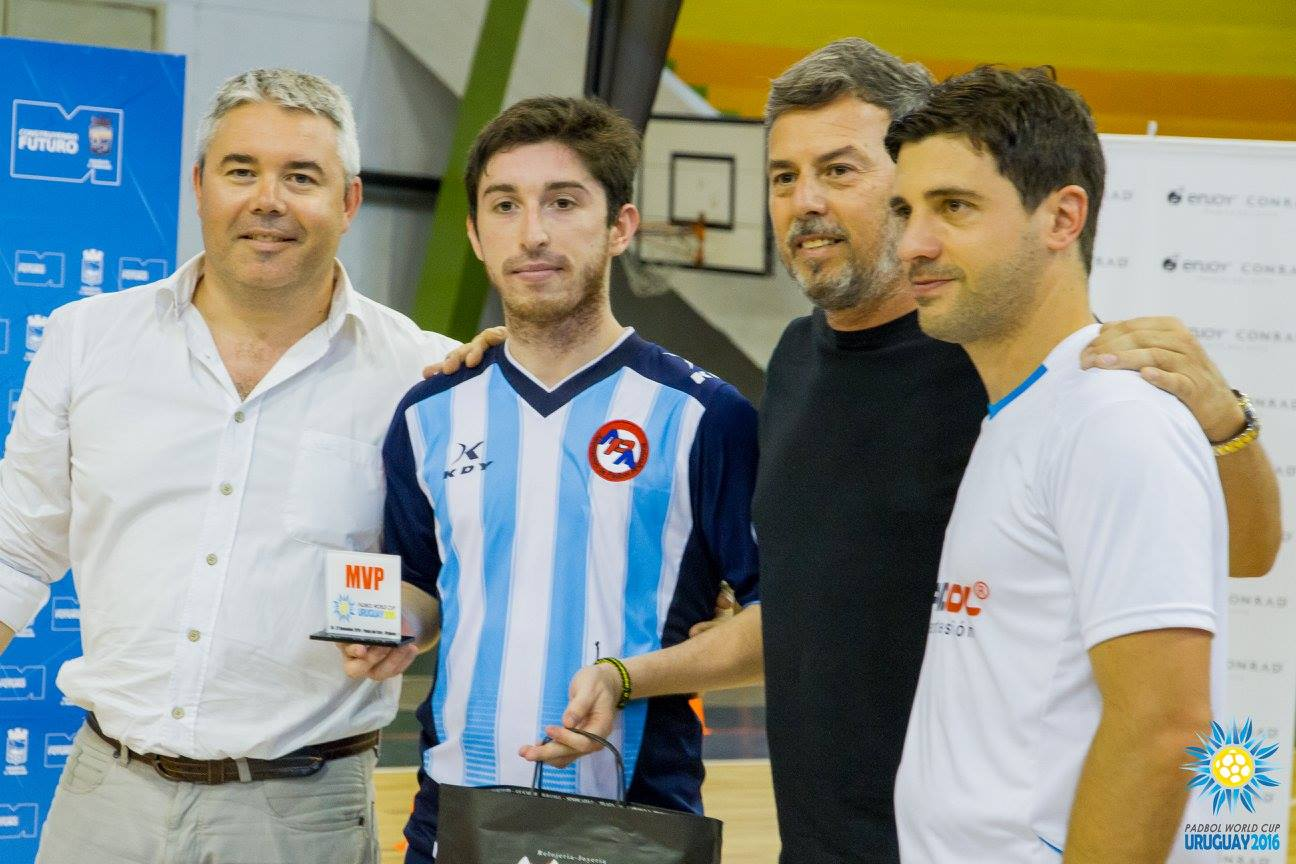
Gonzalo Maidana, MVP del Mundial 2016

| Copa Mundial        | Mejor jugador       | País      |
| ------------------- | ------------------- | --------- |
| La Plata 2013       | Eleazar Ocaña       | España    |
| La Nucía 2014       | Juan Alberto Ramón  | España    |
| Punta del Este 2016 | Gonzalo Maidana     | Argentina |
| Santos 2023         | Guilherme Henriques | Portugal  |

### Mejor jugadora
Este premio es una mención a aquella que se ha considerado como la mejora jugadora del torneo en la modalidad femenina.
| Copa Mundial        | Mejor jugadora    | País    |
| ------------------- | ----------------- | ------- |
| Punta del Este 2016 | Anemaria Gherghel | Rumania |

### Jugador revelación
Es una distinción al jugador revelación del torneo.
| Copa Mundial        | Jugador revelación | País    |
| ------------------- | ------------------ | ------- |
| Punta del Este 2016 | Agustín Álvarez    | Uruguay |
| Santos 2023         | Salem Al-Marri     | Catar   |

## Tabla histórica

### Simbología
- PM: Participaciones en Copas Mundiales
- PJ: Partidos jugados
- PG: Partidos ganados
- PP: Partidos perdidos
- SF: Sets a favor
- SC: Sets en contra
- GF: Games a favor
- GC: Games en contra
- : Campeón
- Q: Clasificado

### Tabla estadística masculino
Datos actualizados tras la Copa Mundial de Padbol 2023.
| 1º  | Gonzalo Maidana       | 4 | 42 | 21 | 14 | 7 | 31 | 15 | 217 | 136 | 5° | 6° | 2° | 5° |
| 2º  | Juan Alberto Ramón    | 2 | 39 | 13 | 13 | 0 | 26 | 2  | 169 | 53  |    |    |    |    |
| 3º  | Juan Miguel Hernández | 2 | 39 | 13 | 13 | 0 | 24 | 2  | 156 | 45  |    |    |    |    |
| 4º  | Ocaña/Palacios        | 2 | 36 | 13 | 12 | 1 | 24 | 5  | 164 | 62  |    | 2º |    |    |
| 5º  | Miguel Ángel Barceló  | 2 | 33 | 12 | 11 | 1 | 20 | 2  | 127 | 34  |    | 3° |    |    |
| 6º  | Tomás Labayen         | 3 | 30 | 15 | 10 | 5 | 22 | 12 | 164 | 112 | 7º |    | 2º | 5° |
| 7º  | Lisandro Narbaitz     | 3 | 30 | 15 | 10 | 5 | 21 | 9  | 139 | 93  | 5º | 6º | 3º |    |
| 8º  | Bueno/Sanromán        | 2 | 27 | 12 | 9  | 3 | 19 | 7  | 148 | 94  |    |    | 5° | 2° |
| 9º  | Olivian Surugiu       | 1 | 24 | 8  | 8  | 0 | 15 | 1  | 97  | 45  |    |    |    |    |
| 10º | Victoras Popescu      | 1 | 21 | 7  | 7  | 0 | 14 | 1  | 91  | 45  |    |    |    |    |
| 11º | Guilherme Henriques   | 1 | 21 | 8  | 7  | 1 | 14 | 3  | 98  | 48  |    |    |    | 3° |
| 12º | Ricardo Marques       | 1 | 21 | 8  | 7  | 1 | 12 | 3  | 86  | 46  |    |    |    | 3° |
| 13º | Josep Suau            | 1 | 18 | 7  | 6  | 1 | 12 | 2  | 78  | 21  |    | 3º |    |    |